# Nemipterus
Nemipterus es un género de peces de la familia Nemipteridae, del orden Perciformes. Este género marino fue descrito científicamente en 1839 por William Swainson.

## Especies
Especies reconocidas del género:
- Nemipterus aurifilum (J. D. Ogilby, 1910)
- Nemipterus aurora B. C. Russell, 1993
- Nemipterus balinensis (Bleeker, 1858)
- Nemipterus balinensoides (Popta, 1918)
- Nemipterus bathybius Snyder, 1911
- Nemipterus bipunctatus (Valenciennes, 1830)
- Nemipterus celebicus (Bleeker, 1854)
- Nemipterus flavomandibularis B. C. Russell & Tweddle, 2013[2]
- Nemipterus furcosus (Valenciennes, 1830)
- Nemipterus gracilis (Bleeker, 1873)
- Nemipterus hexodon (Quoy & Gaimard, 1824)
- Nemipterus isacanthus (Bleeker, 1873)
- Nemipterus japonicus (Bloch, 1791)[3]
- Nemipterus marginatus (Valenciennes, 1830)
- Nemipterus mesoprion (Bleeker, 1853)
- Nemipterus nematophorus (Bleeker, 1854)
- Nemipterus nematopus (Bleeker, 1851)
- Nemipterus nemurus (Bleeker, 1857)
- Nemipterus peronii (Valenciennes, 1830)
- Nemipterus randalli B. C. Russell, 1986
- Nemipterus sugillatus B. C. Russell & H. C. Ho, 2017 [4]
- Nemipterus tambuloides (Bleeker, 1853)
- Nemipterus theodorei J. D. Ogilby, 1916
- Nemipterus thosaporni B. C. Russell, 1991
- Nemipterus virgatus (Houttuyn, 1782)
- Nemipterus vitiensis B. C. Russell, 1990
- Nemipterus zysron (Bleeker, 1856)

## Galería

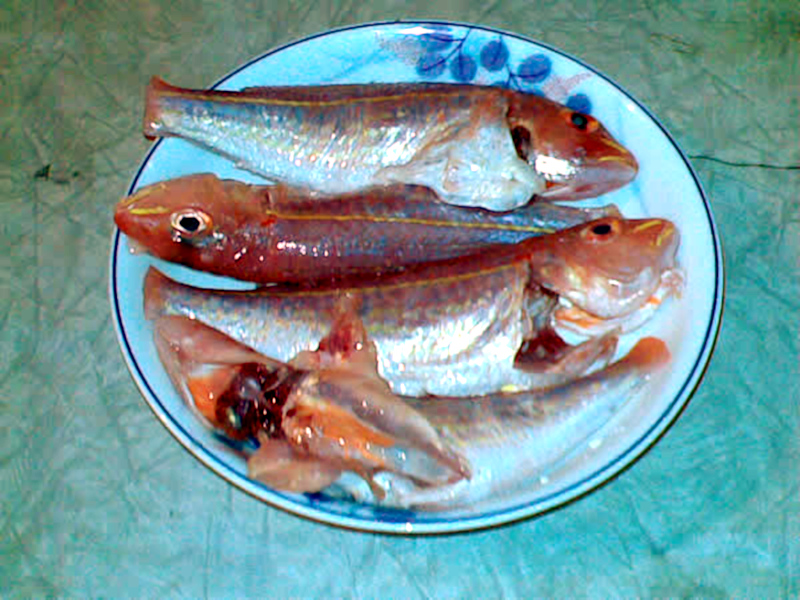
Nemipterus virgatus
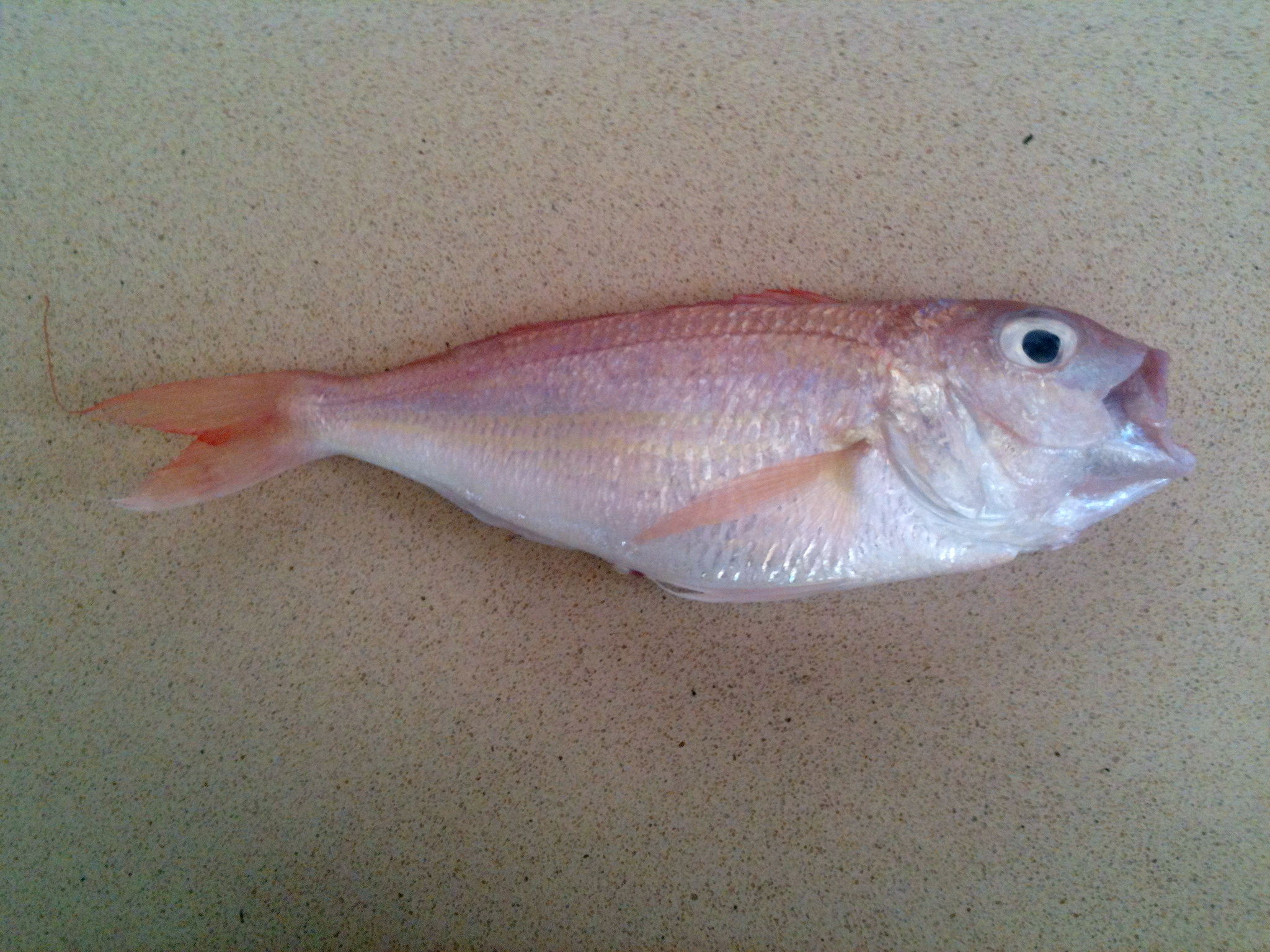
Nemipterus randalli
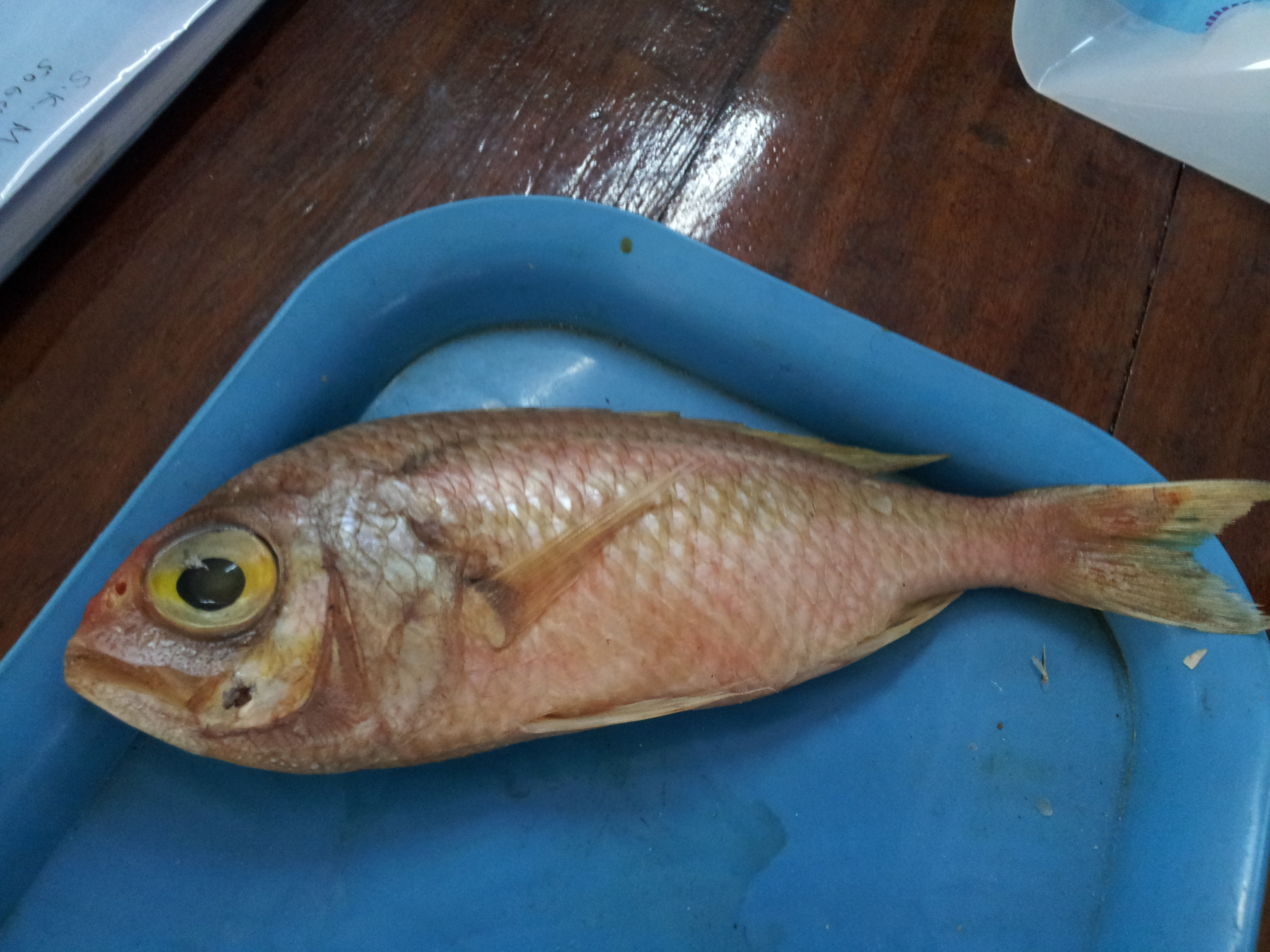
Nemipterus furcosus
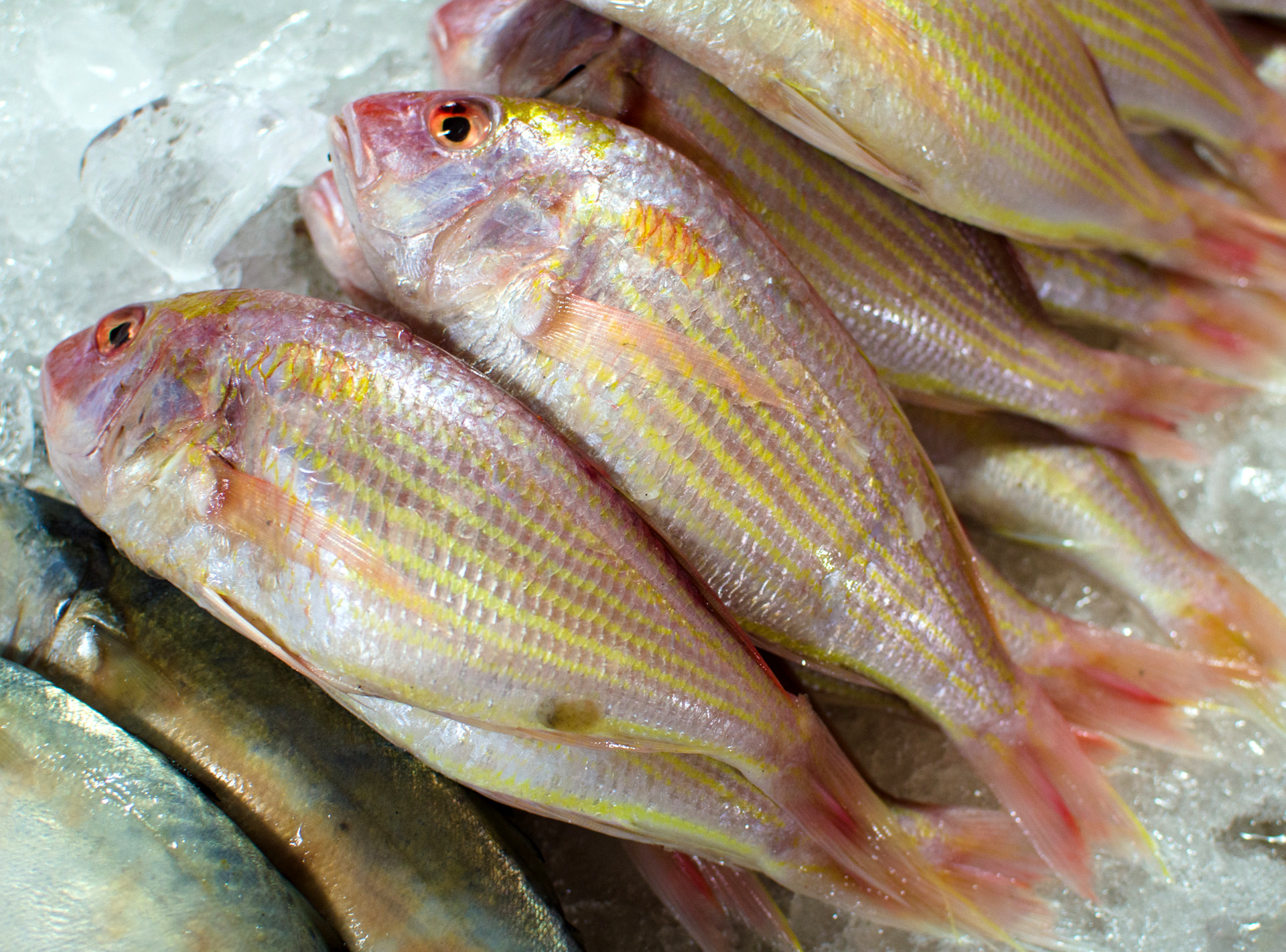
Nemipterus hexodon
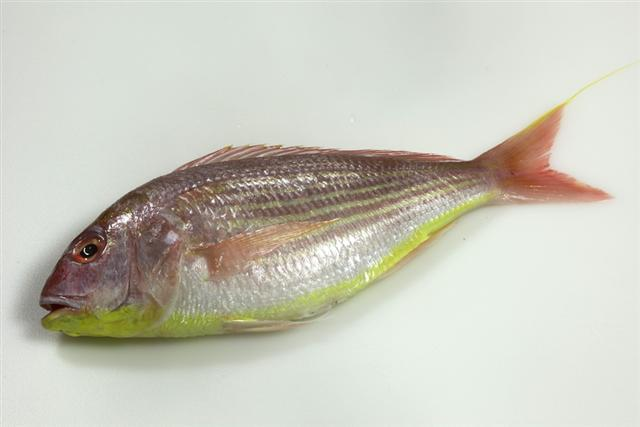
Nemipterus japonicus